# Rhynchopyga subflamma
Rhynchopyga subflamma là một loài bướm đêm thuộc phân họ Arctiinae, họ Erebidae.